# Save Me from Myself (альбом)
Save Me from Myself — дебютный альбом гитариста Korn, Брайана «Хэд» Уэлча, вышедший на лейбле Driven Music Group в США и Канаде 9 сентября 2008 года, в Австрии и Германии 28 ноября, а в остальных европейских странах — 8 декабря 2008 года. После первой недели продаж альбом разошёлся тиражом 7 800 копий, заняв 63-е место в чарте The Billboard 200 и 7-е место в чарте Top Independent Albums.

## Об альбоме
В декабре 2006 года Тревор Данн, бас-гитарист, участвовавший в записи альбома, описал сессию звукозаписи на своём официальном веб-сайте:
2006 не был бы 2006, без его аномалий. Помните эту группу Korn? Ага, я тоже не помню. Ну, как бы то ни было, один из гитаристов группы, Хэд, как он наиболее известен, увидел свет и Родился Заново. Затем он сочинил и записал альбом, получил студию с Джошом Фризом, который играл на ударных, и вашим покорным слугой, играющим на басу. Я потратил два дня в Фениксе сидя в кресле, читая чарты и играя под дорожки ударных, которые к моему удивлению были сделаны профессионально с механической точностью. Мне сказали, что с моими басовыми дорожками ситуация обстояла не хуже. Там было около 900 гитарных дорожек, все дублировали друг друга, на октаву выше, в другом порядке и так далее. Это звучало как настоящая стена гитар и я не видел надобности и места для бас-гитары. Тем не менее, я был здесь чтобы выполнить свою работу, и я её сделал. За время, что я провел в студии, я записал 15 песен. Хэд и его так называемый продюсер, не крутились вокруг и вообще не обращали на меня особого внимания. По большому счету там были только я и три инженера. В один момент, теряя терпение, я сказал им свернуть пленку, и я записал песню читая её по ходу. Поверьте, это не было слишком сложно. Брайан оказался достаточно неплохим парнем. Он рассказал мне как он воровал драм машины, и продавал травку, чтобы позволить себе билеты на Mr. Bungle, и как Korn украли кучу идей у нас.
По словам Брайана, большая часть треков альбома написано им по вдохновению Господа. В лирике большинства песен послание идёт от лица Бога, который подымает темы поклонения богатству и роскоши (песня «Money»), борьбы религий (песня «Die Religion Die»), следования веры в Господа (песни «Washed by Blood», «Home»). Трек «Home» является изменённой версией нашумевшей песни «A Cheap Name», которая была адресована Брайаном рэперу 50 Cent. На альбоме также присутствуют песни, повествующие о раскаянии Хэда в своих грехах (трек «Save me from myself»), о его борьбе с наркозависимостью (трек «Flush»).

## Список композиций
1. «L.O.V.E.» — 6:31
2. «Flush» — 4:25
3. «Loyalty» — 5:06
4. «Re-Bel» — 5:40
5. «Home» — 6:00
6. «Save Me from Myself» — 5:43
7. «Die Religion Die» — 5:33
8. «Adonai» — 5:19
9. «Money» — 4:42
10. «Shake» — 4:47
11. «Washed by Blood» — 9:33

## Участники записи
- Брайан «Хэд» Уэлч — вокал, гитара, клавишные
- Джош Фриз — ударные
- Тревор Дан — бас-гитара
- Ренди Эмата — эффекты
- Стив Делапортас — продюсирование